# Nagelsvansad vallaby
Nagelsvansad vallaby (Onychogalea lunata) är ett utdött pungdjur i familjen kängurudjur som levde i Australien.

## Kännetecken
Med en vikt upp till 3,5 kilogram var arten jämförelsevis liten för kängurudjur. Pälsen hade på ovansidan en grå färg, skuldrorna samt sidorna var rödaktiga och buken var vit. Djuret hade en tydlig vit strimma på skuldrorna som liknade en halvmåne, dessutom fanns vita strimmor vid höften. Den hade som alla arter i släktet en nagel (sporre av hornämne) vid svansens spets som delvis var gömd i pälsen. Liksom andra kängurudjur hade den långa bakre extremiteter som var längre än de främre.

## Utbredning och levnadssätt
Djurets ursprungliga levnadsområde sträckte sig över stora delar av centrala Australien. Det fanns även en population i sydvästra Western Australia. Habitatet utgjordes av öppna skogar och savanner med trädet Acacia aneura.
Det är nästan ingenting känt om artens levnadssätt. Nagelsvansad vallaby var aktiv på natten och gömde sig på dagen i den täta undervegetationen. Liksom hos andra arter i släktet levde varje individ ensam. Djuret åt gräs och örter och dessa växters rötter.

## Artens utrotning
Fram till början av 1800-talet hade nagelsvansad vallaby ett ganska stort bestånd. Sedan minskade populationen dramatiskt. Som orsak antas införda rovdjur som rävar. Ytterligare problem var konkurrensen till införda husdjur som kaniner och bränder i savannen. Populationen i centrala Australien uthärdade farorna lite längre än beståndet i Western Australia. De sista individerna iakttogs omkring 1950. Enligt olika berättelser från aboriginer hade vissa individer levt till 1960-talet men idag är arten utdöd.